# Causus bilineatus
Causus bilineatus är en ormart som beskrevs av Boulenger 1905. Causus bilineatus ingår i släktet Causus och familjen huggormar. Inga underarter finns listade i Catalogue of Life.
Arten förekommer i centrala Afrika söder och öster om Kongobäckenet från Angola till Tanzania.